# 内纳德·马斯洛瓦
内纳德·马斯洛瓦（1967年2月20日—）是蒙特內哥羅一位已退役的足球運動員。他目前是格爾巴利足球俱樂部的主席。